# Łączno (Morąg)
Pour l’article homonyme, voir Łączno (Poméranie-Occidentale).
Łączno est un village polonais de la voïvodie de Varmie-Mazurie, dans le powiat d'Ostróda.